# Anne Biget
Pour les articles homonymes, voir Biget.
Anne Biget, connue sous le nom de Sœur Marthe, née le 27 octobre 1749 à Thoraise et décédée le 29 mars 1824 à Besançon, est une religieuse française. Dévouée aux prisonniers et aux blessés lors des guerres napoléoniennes, elle est décorée par les souverains de France, de Prusse, d'Autriche et de Russie.

## Biographie
En 1749, elle naît à Thoraise. A vingt ans elle décide de devenir religieuse et entre comme converse et sœur tourière au couvent de la Visitation à Besançon où elle prend le nom de Sœur Marthe.
En 1790, pendant la Révolution française, les ordres monastiques sont supprimés. Sœur Marthe aide les personnes en difficultés. Elle reçoit alors l'estime et l'aide des autorités qui lui confient la distribution des vivres aux malades et aux prisonniers. Au même moment, Jeanne-Antide Thouret fonde une école gratuite pour les filles et un bouillon pour les pauvres à Besançon.
Pendant cette période des guerres de la Révolution et de l'Empire, elle vient en aide aux blessés et prisonniers de toute nationalité conduits à l'Hôpital Saint-Jacques (Besançon). Son action est reconnue si bien que pendant le siège de Besançon, les troupes autrichiennes l'autorisent à traverser leurs lignes pour acheminer des médicaments et des vivres. Elle sauve du peloton d'exécution des nombreux soldats déserteurs. La restauration venue, Louis XVIII la reçoit à la cour afin de la décorer. Le tsar de Russie, le roi de Prusse et l'empereur d'Autriche alors à Paris la reçoivent aussi et lui remettent les plus hautes distinctions civiles de chacun de leur pays. Ils lui apporteront aussi un soutien financier pour ses œuvres. Elle continue à honorer sa devise « tous les malheureux sont mes amis » à son retour à Besançon où elle meurt le 29 mars 1824.
Elle est enterrée au cimetière de Besançon.

## Distinctions et hommages
- chevalier de l'Ordre de Saint-Michel (France).
- Décoration du Lys (France).

- En 1810, Bernard Biget (1780-1856) réalise en peinture à l'huile le portrait de sa tante, aujourd'hui conservé au Château de Fontainebleau (inv. F.2016.3). Ce portrait en buste, représentant la religieuse portant ses décorations, connaîtra du succès et sera largement diffusé par la gravure.
- Une plaque commémorative avec son buste en bronze, œuvre de Just Becquet, est située sur la façade de l'Hôpital Saint-Jacques de Besançon. Le monument fut inauguré en 1890, par le président Carnot, le projet de commémoration ayant été porté par l'Union des femmes de France (une de trois sociétés qui formaient la Croix-Rouge française avant 1940). Fondue sous l'Occupation, une copie a été réalisée après-guerre par Georges Laëthier.

## Sources
- Courson, R. de (Comtesse), Sœur Marthe [Anne Biget] (1749-1824).- [S. l.] : [s. n.], [fin 19e s. ou début 20e s.].- 16 p. - (Les contemporains)
- Précis de la vie privée de sœur Marthe [Anne Biget] ....- [Besançon] : [L. Taulin], [1814].- 12 p., Prisonniers autrichiens, hongrois, prussiens, russes, polonais, espagnols, anglais, français et italiens, à sœur Marthe
- [Anne Biget] reconnaissante [sic]. [Suivi de] 6e division militaire, Maison d'arrêt militaire, Procès-verbal de ce qui s'est passé dans une fête donnée par les prisonniers de guerre et autres détenus de cette maison.- [Besançon] : [s.n.], [1814].- 5-[2] p.
- Sœur Marthe / par J.-M. Suchet (1819-1904), impr. de J. Jacquin (Besançon), 1870.